# Stephen Moore (Leichtathlet)
Stephen Moore (* 13. August 1975) ist ein ehemaliger US-amerikanischer Zehnkämpfer.
1999 gewann er Silber bei der Universiade, 2001 wurde er Vierter im Siebenkampf bei den Leichtathletik-Hallenweltmeisterschaften in Lissabon und 2003 siegte er bei den Panamerikanischen Spielen in Santo Domingo.
2001 wurde er US-Hallenmeister im Siebenkampf.

## Persönliche Bestleistungen
- Zehnkampf: 8037 Punkte, 8. August 1999, Aachen
  - Siebenkampf (Halle): 6132 Punkte, 11. März 2001, Lissabon